# マーク・クリア
マーク・クリア（Mark Crear、1968年11月2日 - ）は、アメリカ合衆国の陸上競技選手。110mハードルの選手として1996年アトランタオリンピックと2000年シドニーオリンピックに出場。アトランタ大会では13.09秒で、同じアメリカのアレン・ジョンソンに次いで銀メダルを獲得。シドニー大会では、13.22秒でキューバのアニエル・ガルシア、アメリカのテレンス・トランメルに次いで銅メダルを獲得した。

## 自己ベスト
- 110mハードル 12.98秒（1999年7月5日）

## 記録
| 年   | 大会                     | 場所                         | 種目         | 結果 | 記録    |
| ---- | ------------------------ | ---------------------------- | ------------ | ---- | ------- |
| 1995 | IAAFグランプリファイナル | モンテカルロ（モナコ）       | 110mハードル | 1位  | 13.07秒 |
| 1996 | オリンピック             | アトランタ（アメリカ合衆国） | 110mハードル | 2位  | 13.09秒 |
| 1997 | IAAFグランプリファイナル | 福岡（日本）                 | 110mハードル | 1位  | 13.03秒 |
| 1999 | IAAFグランプリファイナル | ミュンヘン（ドイツ）         | 110mハードル | 1位  | 13.02秒 |
| 2000 | オリンピック             | アトランタ（アメリカ合衆国） | 110mハードル | 3位  | 13.22秒 |